# Dies Domini
Gospodov dan (izvirno latinsko Dies Domini) je apostolsko pismo, ki ga je napisal papež Janez Pavel II. leta 1998.
Apostolsko pismo je namenjeno vprašanju nedelje kot verskemu dnevu v okviru sodobne družbe.
V zbirki Cerkveni dokumenti je to delo izšlo istega leta kot 78. cerkveni dokument (kratica CD 78).